# Tatebayashi
Tatebayashi (館林市 Tatebayashi-shi?) es una ciudad en la prefectura de Gunma, Japón, localizada en la parte central de la isla de Honshū, en la región de Kantō. El 1 de marzo de 2021 tenía una población estimada de 73 991 habitantes y una densidad de población de 1214 personas por km².

## Geografía
Tatebayashi se encuentra en el extremo sureste de la prefectura de Gunma, en la llanura de Kantō. Los ríos Tone y Watarase atraviesan la ciudad. El distrito de Usui se disolvió como resultado de esta fusión. Limita con los pueblos de  Ōra, Chiyoda, Itakura y Meiwa, así como con las ciudades de Ashikaga y Sano en la prefectura de Tochigi.

## Historia
Durante el período Edo, el área del actual Tatebayashi era una ciudad castillo y un centro administrativo del dominio Tatebayashi, un dominio feudal bajo el shogunato Tokugawa en la provincia de Kōzuke.
El pueblo de Tatebayashi fue creado dentro del distrito de Ōra el 1 de abril de 1889. El 1 de abril de 1954, se fusionó con las villas de Satoya, Ōshima, Akabane, Rokugō, Minoya, Tatara y Watarase para formar la actual ciudad de Tatebayashi.

## Demografía
Según los datos del censo japonés, la población de Tatebayashi ha crecido en los últimos 70 años.
| Gráfica de evolución demográfica de Tatebayashi entre 1940 y 2015 |
|                                                                   |
| Oficina de Estadística de Japón                                   |

## Ciudades hermanas
- Maroochy Shire, Australia, desde 1996;[8]
- Kunshan, China, desde 2004.[9]